# 33390 Hajlasz
33390 Hajlasz è un asteroide della fascia principale. Scoperto nel 1999, presenta un'orbita caratterizzata da un semiasse maggiore pari a 2,4242742 UA e da un'eccentricità di 0,1283754, inclinata di 3,18620° rispetto all'eclittica.